# Wahliodontus melzeri
Wahliodontus melzeri är en stekelart som beskrevs av Schonitzer 1999. Wahliodontus melzeri ingår i släktet Wahliodontus, och familjen brokparasitsteklar. Inga underarter finns listade.